# Maximira Figueiredo
Maximira Figueiredo Gagliano (São Paulo, 2 de fevereiro de 1939 — Praia Grande, 15 de outubro de 2018) foi uma atriz e dubladora brasileira.

## Biografia
Trabalhou em dublagem e seu trabalho mais recente como atriz, foi interpretando a personagem Irene, dona de uma pensão, no filme longa-metragem "A Cruz e o Pentagrama", produzido e dirigido pelo cineasta Cesar Nero.
A atriz também consagrou-se na dublagem, em séries japonesas, animações e filmes como "Corina, Uma Babá Quase Perfeita". Nos anos 80 e início dos 90 foi a dubladora oficial de Machiko Soga.
Na TV Paulista chegou a apresentar junto a Hebe Camargo e outros o programa O Mundo é das Mulheres. Entre 1998 e 1999 atuou como atriz na novela Pérola Negra, exibida pelo SBT, fazendo um dos seus personagens principais e inesquecíveis de sua carreira, Rosália Pacheco Oliveira. Sua última atuação em novelas foi em 2001 em "Amor e Ódio". Suas últimas atuações no cinema foram nos filmes "Desde o Princípio" e "A Cruz e o Pentagrama", ambos do cineasta Cesar Nero.

## Vida pessoal
Morreu no dia 15 de outubro de 2018 na cidade em que vivia há vinte anos, Praia Grande, no litoral de São Paulo, devido a um câncer de pulmão. Viúva, deixou um único filho, Leonardo Gagliano.

## Filmografia

### Cinema
| Ano  | Título                  | Personagem |
| ---- | ----------------------- | ---------- |
| 1962 | O Vendedor de Linguiças | Flora      |
| 1962 | Lá no Meu Sertão        | Glorinha   |
| 2016 | Desde o Princípio       | Irene      |
| 2017 | A Cruz e o Pentagrama   | Irene      |

### Televisão
| Ano  | Título                 | Papel                    |
| ---- | ---------------------- | ------------------------ |
| 2001 | Amor e Ódio            | Martinha                 |
| 2000 | Marcas da Paixão       | Marisa Ramos             |
| 1999 | Ô... Coitado!          | Malvina                  |
| 1998 | Pérola Negra           | Rosália Pacheco Oliveira |
| 1998 | Fascinação             | Cigana                   |
| 1997 | Gente que Brilha       | Ela mesma                |
| 1988 | Chapadão do Bugre      | Madame Suzete            |
| 1980 | Cavalo Amarelo         | Maria do Carmo           |
| 1966 | O Mundo é das Mulheres | Apresentadora            |
| 1965 | Zás Trás               | Fada                     |
| 1965 | Marina                 | Marina                   |
| 1965 | Cadeia de Cristal      |                          |
| 1959 | O Guarani              |                          |
| 1956 | Teledrama              |                          |
| 1956 | Neli                   | Neli                     |